# Dumitru Pavelescu-Dimo
Dumitru Pavelescu-Dimo (n. 19 iulie 1870, Calafat, Dolj, România – d. 1 septembrie 1944) a fost un sculptor român, aparținând școlii naturaliste. În diverse documente, prenumele său apare scris și Dimitrie, Tache sau Take.

## Biografie
A fost fiul unui comerciant aromân, rudă cu Theodor Aman. De la bunicul său, Pavel, a moștenit patronimicul Pavelescu.
După ce își face studiile elementare și liceale la București, între 1894-1898 urmează Școala Națională de Arte Frumoase din București, având ca profesor pe Ion Georgescu, căruia i-a realizat un bust în 1904. A urmat o specializare la Florența, în Italia.
A debutat în anul 1898, la Expoziția artiștilor în viață. A expus apoi la Saloanele oficiale și la alte expoziții și concursuri, obținând premii și medalii, lucrările sale atrăgând atenția publicului și presei (1913-1914). A expus la Paris, la Salonul artiștilor francezi, iar în țară la Tinerimea artistică.
La expoziția personală din 1906 a obținut Medalia de aur cu diplomă specială, alături de Wladimir Hegel, Dimitrie Paciurea și Aristide Iliescu.
A realizat numeroase busturi reprezentând diferite personalități din România și diferite proiecte de busturi și machete de monumente funerare (Mihai Viteazul, executat în atelierul său din Florența).
Sculptorul D. Pavelescu-Dimo pregătise o machetă pentru realizarea unui monument deosebit de frumos închinat marelui voievod Mihai Viteazul, ce urma să fie ridicat la Craiova, monument care însă nu s-a mai materializat.
Monumentele și alte sculpturi ale lui D. Pavelescu-Dimo sunt răspândite în toată țara: la Târgoviște, bustul lui Grigore Alexandrescu, la Brăila, al împăratului Traian, la București, ale lui Nicolae Filipescu și Alexandru Marghiloman și ale altor personalități politice și artistice.

## Lucrări
Printre cele mai remarcabile realizări ale artistului se pot aminti:
- Monumentul lui Traian din Brăila (cod LMI BR-III-m-B-02144), inaugurat în 1906, în Piața Sf. Arhangheli (devenită succesiv Piața Dumitru Ionescu, Piața Lenin și, din 1990, Piața Traian), cu ocazia împlinirii a 1800 de ani de la cucerirea Daciei și a patruzeci de ani de domnie a regelui Carol I. Grupul statuar are șapte metri înălțime și e compus dintr-un soclu din piatră placat cu marmură, un bust din bronz al împăratului roman Traian și două statui din bronz, în mărime naturală, reprezentând doi bărbați. Ca model pentru chipul împăratului au fost folosite două statui vechi, una aflată la muzeul de la Florența și alta găsită în Serbia, printre ruinele unei așezări romane. La baza monumentului se află un bătrân care îi arată fiului său că de la Râm ne tragem. Prin inscripția - dedicație, “Lui Marcu Ulpiu Traian, românii recunoscători” era sugerată originea latină ca factor de menținere a continuității etnice și culturale[4]. Basoreliefurile din bronz încastrate pe soclu reprezintă lupoaica alăptându-i pe Romulus și pe Remus, scene din războaiele daco-romane și Columna lui Traian. Concepția artistică i-a aparținut arhitectului Ion Traianescu, iar realizatorul componentelor artistice a fost sculptorul Take Dimo Pavelescu [5][6]. Ridicării monumentului i s-a opus Biserica Ortodoxă Română, printr-un protest oficial, pe motiv că Traian a fost un mare prigonitor al creștinilor. Alte voci au criticat monumentul pentru “tăierea brațelor”  deoarece “Traian nu-și pierduse brațele în războaie. N-ar fi admis națiunea”. Până în anii 1947- 1948, la baza soclului a figurat inscripția “Ridicat in al 40-lea an de glorioasa domnie a M. S. Regelui Carol I”. În prezent, basoreliefurile aflate pe lateralele soclului nu mai există, fiind furate de către hoții de bronz. Deoarece în ultimii ani monumentul se afla într-o stare deplorabilă, ajungând aproape de ruină, în 2011 acesta a fost restaurat de restauratorul Dumitrel Pandrea, prin conservare curativă cu laser și curățire a soclului de piatră cu laser[4].

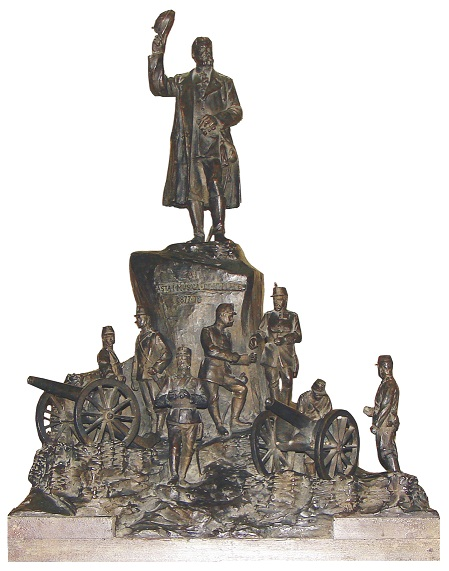
Macheta Monumentului Independenței din Craiova - intitulat „Asta-i musica ce-mi place!” - inaugurat în 1913 și demolat în 1948

- Statuia Independenței din Pitești, pentru rememorarea faptelor de vitejie ale ostașilor români, dovedite în 1877-1878. Inițiator a fost Societatea veteranilor — grade inferioare din Pitești. Piatra fundamentală a fost așezată la 1 octombrie 1906, pe un amplasament situat la intersecția, de acum, a bulevardului Republicii cu strada Craiovei. Din considerente de sistematizare,  după ce a fost restaurată, statuia a fost reamplasată pe strada Crinului.[7]
- Monumentul Independenței din Calafat. Pe soclu existau trei plăci de marmură, pe care scria: În amintirea bombardării Vidinului. În anul 1877 deschisu-s-a focul asupra cetății Vidinului de Bateria Carol I, trei obuze turcești spărgându-se în apropierea domnului Romaniei, Carol I.[8]
În toamna anului 1904, lângă monument au fost așezate două tunuri capturate de la trupele turcești, donate de Ministerul de Război. Tunurile turcești au stat acolo doar până în anul 1917, în Primul Război Mondial, când au fost luate de soldații germani. După război, în locul lor au fost aduse alte două tunuri, tot pradă de război, dar luate de la nemți. Aceste tunuri, care se află și azi de o parte și alta a monumentului, orientate cu țevile spre Vidin, sunt de fabricație germană, marca Fried Krupp Essen, model 1884, deci ulterioare Războiului de Independență.[9]
În anul 1977, când se sărbătoreau 100 de ani de la Războiul de Independență, Monumentul Independența a fost strămutat în apropiere, în parcul de pe malul Dunării, în locul său fiind construit un ansamblu din travertin, o constructie clasică, caracteristică epocii comuniste, dedicată tot Războiului de Independență de la 1877-1878.
Astăzi, pe singura placă de marmură de pe monumentul strămutat au rămas săpate doar cuvintele: În amintirea bombardării Vidinului, în 17 maiu 1877. La data de 28 aprilie 1904, familia regală a României făcuse o vizită la Calafat pentru a dezveli doi stâlpi de piatră. Pe unul dintre aceștia este săpată inscripția: 15 maiu 1877. Aici a căzut primul obuz dușman înaintea principelui Carol I, domnitorul țării. Dumnezeu i-a ocrotit viața pentru fericirea României. Acum, inscripția a devenit un fals, din cauza faptului că stâlpul a fost mutat împreună cu monumentul din locul unde căzuse, de fapt, "primul obuz dușman". O mare perioadă de timp, monumentului i-a fost luat vulturul de deasupra sa, care ținea în cioc o ramură de măslin, iar când monumentul a fost din nou întregit, acesta a fost înlocuit cu o pasăre care seamănă mai mult a corb sau a cioară decât a vultur.[9]
- Monumentului Independenței de la Craiova, intitulat și „Asta-i muzica ce-mi place”, cuvinte rostite de domnitorul Carol I când a fost trasă cea dintâi lovitură de tun peste Dunăre, la Calafat, în 1877, împotriva fortificațiilor turcești din Vidin, ca semnal de cucerire a Neatârnării[1]. În vârful monumentului se afla statuia regelui Carol I, înfățișat în floarea vârstei de 38 de ani. De 3,60 m înălțime, statuia îl înfățișa în mișcarea provocată de rostirea cuvintelor amintite mai sus. Pe planul al doilea al parapetului, se desfășura restul compoziției. Erau reprezentați: generalul Alexandru Cernat, maiorul Iacob Lahovary, căpitanul Alex. Zănescu, patru servanți, două tunuri în acțiune, iar pe celelalte laturi erau trei basoreliefuri care reprezentau: lupta de la Smârdan, aceea de la Rahova și ședința Parlamentului în care I.C. Brătianu proclamase independența țării. Toate compozițiile sculpturale ale monumentului au fost turnate dintr-o singură bucată (în reputata turnătorie Pietro Lippi din Pistoia[10]), aliajul folosit având o concentrație de: 89,35% aramă, 5,65% cositor și 5% zinc.[11] Monumentul, ridicat în urma unei subscripții publice, a fost dezvelit la 21 mai 1913, fiind dedicat veșnicei amintiri a luptei pentru independență din Războiul din 1877-1878, dar a fost demolat în anul 1948, în cadrul unui program  general de ștergere a oricărei urme ce amintea de regalitate, deoarece îl avea în centru pe Regele Carol I al României.[12] La 2 octombrie 1948 o adresă emisă de departamentul Internelor, preciza: "Avem onoarea a vă trimite alăturat raportul Primăriei Municipiului Craiova nr. 14341 și anexele, privitoare la proiectul de vânzare a bronzului rezultat din dezmembrarea fostei statui a Independenței din acel municipiu, rugându-vă a ne comunica avizul dvs. în această chestiune".[13]
- Monumentul funerar Th. Stamatoiu; 1907, în cimitirul din Caracal, str. Carpați.[14]

## Galerie

Monumentele lui Dumitru Pavelescu-Dimo
Statuia Independenței din Pitești pe amplasamentul iniţial
Monumentului Independenței de la Craiova
Monumentul Independenței din Calafat
Monumentul lui Traian din Brăila

### Cărți
- Georgică Bercea, Georgeta Bercea: Drama unui monument istoric \ The tragedy of a historic monument - Monumentul Independenței din Craiova, opera artistului Dimitrie Pavelescu-Dimo, ediție bilingvă, Editura Arves, 2005

### Articole
- Rezeanu, Paul: Sculptorul D. Pavelescu-Dimo (1870-1944) (Le sculpteur D. Pavelescu-Dimo). In: Studia hist., 1997, 42, nr. 3, p. 99-115.